# Solanum maglia
Solanum maglia là loài thực vật có hoa trong họ Cà. Loài này được Schltdl. miêu tả khoa học đầu tiên năm 1841.